# اشتباكات سبها 2011
اشتباكات سبها في 2011 هيَ معارك ومناوشات مُتفرقة دارت في مدينة سبها الليبية على مدار شهري يونيو ويوليو من عام 2011 كجزء من نزاع ثورة 17 فبراير (وبالأخص أكثر من حرب الصحراء الليبية 2011). اندلعت الاشتباكات بعدَ تعرُّض كتائب القذافي ومسلحين مناصرين له لمُظاهرات خرجت في المدينة مطالبة بإسقاط نظام العقيد معمر القذافي، فرفع المُتظاهرون السلاح وتمكنوا من السيطرة على بعض أجزاء المدينة في أوج الأحداث بين أيام 8 و13 يونيو، لكن المدينة ظلَّت معَ ذلك تحتَ سيطرة قوات القذافي بشكل عام، ولم تتجدَّد المعارك فيها حتى سقوط طرابلس في أواخر أغسطس واندلاع معركة طريق سبها.

## الاشتباكات
في يوم الأربعاء 8 يونيو خرجَ مُتظاهرون مسلَّحون يَهتفون ضد القذافي في «شارع النملة» بحي المنشية في سبها، وقاموا بالسَّيطرة على المنطقة ووضعوا فيها نقاط تفتيش، فتعرَّضت لهم بسبب ذلك قوَّات الأمن وأطلقت النار في الهواء مُحاولة تفريقهم، مما أشعلَ اشتباكات عَنيفة في المتطقة. ووفق تصريحات المجلس الوطني الانتقالي فقد خرجت المُظاهرات مجدداً في يومي الخميس والجمعة 9 و10 يونيو، وأخيراً اندلعَ قتال عنيف يوم السبت 11 يونيو انتهى بتمكن الثوار من السيطرة على عدة شوارع في سبها، فيما أطلقت عليهم قوات القذافي النار وقتلت أحد الثوار.
تكرَّرت بعد هذه الاشتباكات المُظاهرات مجدداً في شارع النملة بحي المنشية يوم الثلاثاء 28 يونيو، وتمكن المُحتجون من إحراق مقار للجان الثورية على الرغم من تعرُّضهم لإطلاق النار. وخرجت لاحقاً مُظاهرات أخرى تطوَّرت إلى اشتباكات أيضاً في يومي الثلاثاء 5 يوليو والأربعاء 27 يوليو.
كما أفادَ تقريرٌ لوفد للصليب الأحمر أُرسل إلى ليبيا في أوائل شهر يوليو بأن الوضع الإنساني في سبها أصبحَ متأزماً، وذلك في ظل تفشي داء الحصبة بها معَ عدم وُجود الأدوية والمواد الطبية اللازمة لمكافحته، وهوَ ما أدى إلى انتشار الداء في المناطق المُحيطة بها مثل مدينة مرزق، بل ووُصوله عبر العدوى إلى شمال دولة تشاد.